# フランソワ・ロウ
フランソワ・ロウ（Francois Louw、1985年6月15日 - ）は、プレミアシップバースに所属するラグビーユニオン選手。

## プロフィール
- 南アフリカ・ケープタウン出身。
- ポジションはフランカー(FL)、ナンバーエイト(No.8)。
- 身長 190cm、体重 109kg
- 南アフリカ代表キャップは76（2020年3月現在）でラグビーワールドカップ2011・ラグビーワールドカップ2015・ラグビーワールドカップ2019の南アフリカ代表に選ばれた[1]。
- バーバリアンズに選ばれたことがある[2]。

## 略歴
ウェスタン・プロヴィンス、ストーマーズを経て、2011年、バースに加入。 